# Eriophyes vitis
Eriophyes vitis è una specie di acari del genere Eriophyes che infetta le foglie di vite (Vitis vinifera). Esso causa sulle foglie della vite delle bolle (pampine); tale patologia è detta erinosi.